# حسينقولو سارابسكي
حوسينقولو سارابسكي (اسمه عند الولادة - حسينكولي مليك أوغلو رزاييف، (بالأذرية: Hüseynqulu Sarabski)؛ 20 مارس 1879، باكو - 16 فبراير 1945) - مغني أوبرا (تينور) وملحن وكاتب مسرحي ومخرج وعازف تار أذربيجاني، فنان الشعب لجمهورية أذربيجان الاشتراكية السوفيتية (1932).

## سيرته ذاتية ونشاته
ولد سارابسكي في أسرة فقيرة في مدينة باكو. في السنوات المبكر، تم إرسال تدريب القرآن الكريم وفي نفس الوقت، حضر دورات مجانية في اللغة الروسية للفقراء، مدفوعة الثمن من قبل المليونير والمحسن في مجال النفط حاجي زين العبدين تاجييف.
في فترة ما قبل الثورة، كتب سارابسكي ثلاث مسرحيات: «الجهل»، «من يبحث، سوف يجد»، و «ما تزرعه، سوف تجني».
كما سارابسكي أيضًا ملحن لعدد من الأغاني، بما في ذلك الأطفال. بين فتراتين 1936-1937 كتب حوسينقولو سارابسكي كتاب «باكو القديمة»، حيث تحدث عن التقاليد الموسيقية الغنية للمدينة.
وفي 1940-1942، قام سارابسكي بتدريس الأوبرا و المقام في معهد الدولة الأذربيجاني. كان تلاميذه مطربين مشهورين مثل سارة غاديموفا وشوكات علاكباروفا.
كانت المرحلة الأولى من تجربة سارابسكي هي دور رسول في تنظيم مسرحية «شمدان باي» لناريمان ناريمانوف في عام 1902.
أشار الملحن عزير حاجبايوف إلى أدائه الممتاز للمقام «الحجاز العربي»، وبعد ذلك اختاره أن يلعب الدور الرئيسي في العرض الأول لأوبراه ليلى ومجنون في عام 1908.
كان سارابسكي نجاحًا كبيرًا حيث لعب دور مجنون في هذه الأوبرا في السنوات الثلاثين المقبلة حوالي 400 مرة.
في 1923-1926 أسس سارابسكي فرقتا مسرحيتا في شاماخي ومسرح درامي في اغدام.

## وصلات خارجية
- حسينقولو سارابسكي على موقع IMDb (الإنجليزية)

- https://video.azertag.az/video/72300
- https://www.youtube.com/watch?v=wtzv2-OMaTA